# Valerio Binasco
Valerio Binasco (Paderna, 20 giugno 1964) è un attore e regista teatrale italiano.

## Biografia
Binasco si è formato alla scuola di recitazione del Teatro Stabile di Genova, dove si è diplomato nel 1988 e dove ha debuttato come attore, prendendo parte a diverse produzioni dirette da Marco Sciaccaluga. Quindi ha incontrato Carlo Cecchi, che lo ha scelto per l'Amleto, prodotto dal Festival dei Due Mondi di Spoleto. Di ritorno a Genova, è stato protagonista de Il re cervo di Carlo Gozzi e Ivanov di Anton Cêchov. Ha iniziato quindi un periodo di intensa collaborazione con Franco Branciaroli, che lo ha visto protagonista di vari spettacoli, tra cui Antigone di Sofocle, I due gemelli veneziani di Carlo Goldoni, La bisbetica domata e Re Lear di William Shakespeare, L'ispettore generale di Nikolaj V. Gogol'. In seguito è tornato a lavorare con Cecchi, prendendo parte a Finale di partita di Samuel Beckett (premio Ubu 1995, come miglior spettacolo italiano e migliore regia) e a La serra di Harold Pinter, quest'ultima co-prodotta dal Teatro Stabile di Torino.
Come regista ha lavorato in molti dei maggiori teatri stabili pubblici e privati d'Italia, tra cui quelli di Torino, Roma, Genova, Milano, Marche, Prato, Parma, Verona, Palermo, Firenze, Spoleto, Siracusa, Taormina. Negli ultimi anni Binasco ha intensificato i suoi rapporti con il Teatro Stabile di Torino, firmando la regia di tre produzioni al Teatro Carignano: Filippo di Vittorio Alfieri (con lo stesso Binasco nel ruolo del titolo), Il mercante di Venezia di William Shakespeare (con Silvio Orlando) e Sogno d'autunno di Jon Fosse (con Giovanna Mezzogiorno), oltreché presentando altri importanti lavori: Romeo e Giulietta e La tempesta di William Shakespeare, Il bugiardo di Carlo Goldoni, È stato così e L’intervista della Natalia Ginzburg e insegnando presso la scuola per attori.
In qualità di regista e attore si è finora aggiudicato 3 premi Ubu, 2 premi dell'Associazione Nazionale dei Critici di Teatro, 1 premio Olimpico del Teatro - ETI e 1 premio Linea d'ombra, e ha ricevuto nomination ai Nastri d'argento, ai David di Donatello e alle Maschere del Teatro.
In quegli stessi anni è iniziata, sempre a teatro, la sua attività nella regia, con Bar di Spiro Scimone, presentato al Taormina Film Fest, e in veste di regista è tornato al Teatro Stabile di Genova per mettere in scena La bella regina di Leenane di Martin McDonagh, mentre per il Teatro Stabile di Firenze è stato regista e interprete, nel ruolo di Robert, di Tradimenti di Harold Pinter.
Nella stagione teatrale 1997-1998 viene premiato con il premio Ubu quale migliore attore rivelazione. Nella stagione 2003-2004 conquista nuovamente il premio Ubu come migliore attore non protagonista per la sua interpretazione in Edipo a Colono di Sofocle. Nel 2011 riceve nuovamente il premio come miglior regista per Romeo e Giulietta di William Shakespeare.
Nel 2005 Binasco ha ricevuto la candidatura ai Nastri d'argento quale miglior attore protagonista nel film Lavorare con lentezza e nel 2016 ha ricevuto la candidatura ai David di Donatello quale migliore attore non protagonista nel film Alaska. Nel maggio 2017 è stato nominato direttore artistico della Fondazione del Teatro Stabile di Torino – Teatro Nazionale, ruolo che ricoprirà nel triennio 2018-2021.
Nelle stagioni successive ha firmato la regia di Ti ho sposato per allegria di Natalia Ginzburg per lo Stabile di Firenze, de Il dio di Roserio di Giovanni Testori e de Il cortile di Spiro Scimone, presentato al Festival d'Automne di Parigi e al Festival di Gibellina. Per il Teatro Stabile di Genova ha messo in scena La chiusa di Conor McPherson (premio Ubu 2006 come nuovo testo straniero, e premio della Critica 2006 come miglior spettacolo) e Qualcuno arriverà di Jon Fosse. Nel 2007 ha portato in scena Noccioline di Fausto Paravidino, prodotto dal Teatro Eliseo di Roma e dal Teatro Stabile di Parma, e nel 2008 per il Teatro Stabile di Roma ha diretto e interpretato E la notte canta di Jon Fosse; nello stesso anno, per il Teatro Eliseo di Roma, ha curato la regia di Un giorno d'estate di Jon Fosse e l'anno successivo de L'intervista di Natalia Ginzburg sempre per l'Eliseo. Dopo la regia di Sonno di Jon Fosse per il Teatro della Tosse di Genova (premio della Critica 2010), ha inaugurato al Teatro Carignano di Torino la stagione 2010-2011 del Teatro Stabile di Torino con Filippo di Vittorio Alfieri. L'anno successivo per il Teatro Eliseo di Roma ha diretto Romeo e Giulietta di William Shakespeare (premio Ubu come miglior regia) con Riccardo Scamarcio e nello stesso anno è stato regista del Catalogo di Carrière e di È stato così di Natalia Ginzburg, con  Sabrina Impacciatore.
Nel 2012 ha fondato la "Popular Shakespeare Kompany", compagnia indipendente impegnata, presso il Teatro romano di Verona e in collaborazione con il Teatro Stabile di Prato, ne La tempesta di William Shakespeare. Nel 2013, in co-produzione con il Teatro Stabile di Torino, ha firmato la regia del Mercante di Venezia, con Silvio Orlando e l'anno successivo de Il bugiardo di Carlo Goldoni per il Teatro di Verona. Sono seguite le direzioni di Sarto per signora di George Feydeau per il Teatro Stabile di Firenze, di John e Joe di Ágota Kristóf per la Fondazione Teatro Due di Parma e la "Popular Shakespeare Kompany", di Porcile di Pier Paolo Pasolini, prodotto dal Teatro Metastasio di Prato, della Cucina di Arnold Wesker che ha inaugurato la stagione 2016-2017 del Teatro Stabile di Genova.
Nel maggio 2017 ha debuttato al Festival di Siracusa con Le fenicie di Euripide.
Nell'aprile 2018 dirige il Don Giovanni o il convitato di pietra di Molière, sua prima produzione da direttore artistico del Teatro Stabile di Torino. 
Nell'ottobre 2018 dirige per la prima volta Il servitore di due padroni di Carlo Goldoni prodotto dal Teatro Stabile di Torino, con Natalino Balasso nei panni di Arlecchino. Nell'aprile 2019 dirige Amleto di William Shakespeare, prodotto dal Teatro Stabile di Torino, l'opera con cui aveva vinto il premio Ubu come miglior attore nel 1999, diretto da Cecchi. 
Significativa è anche la sua attività cinematografica, che lo ha visto recitare, tra gli altri, accanto a Toni Servillo, Valerio Mastandrea, Valeria Golino, Luca Zingaretti.
Ha ricevuto il premio Flaiano di Teatro per la regia in occasione dei premi Flaiano 2020.

## Filmografia

Binasco in Qui non è il paradiso (2000)

### Attore

#### Cinema
- Piccole stelle, regia di Nicola Di Francescantonio (1988)
- Domenica, regia di Wilma Labate (2001)
- Qui non è il paradiso, regia di Gianluca Maria Tavarelli (2000)
- La vita altrui, regia di Michele Sordillo (2000)
- Non è giusto, regia di Antonietta De Lillo (2001)
- Tre punto sei, regia di Nicola Rondolino (2002)
- Cassa veloce, regia di Francesco Falaschi – cortometraggio (2003)
- Lavorare con lentezza, regia di Guido Chiesa (2004)
- Texas, regia di Fausto Paravidino (2005)
- La bestia nel cuore, regia di Cristina Comencini (2005)
- Non prendere impegni stasera, regia di Gianluca Maria Tavarelli (2006)
- Un giorno perfetto, regia di Ferzan Özpetek (2008)
- Noi credevamo, regia di Mario Martone (2010)
- Tutto parla di te, regia di Alina Marazzi (2011)
- Il giovane favoloso, regia di Mario Martone (2014)
- Alaska, regia di Claudio Cupellini (2015)
- Nome di donna, regia di Marco Tullio Giordana (2018)
- Buio, regia di Emanuela Rossi (2019)
- Il signore delle formiche, regia di Gianni Amelio (2022)

#### Televisione
- Sono stati loro - 48 ore a Novi Ligure, regia di Guido Chiesa – documentario TV (2003)
- 1992 – serie TV, episodi 1x01-1x02-1x10 (2015)
- La guerra è finita, regia di Michele Soavi – miniserie TV (2020)

### Regista
- Keawe (2004)

## Teatro

### Regista

#### Prosa
- Nunzio di Spiro Scimone – assistente
- Bar di Spiro Scimone, compagnia Scimone Sframeli (1997)
- La bella regina di Leenane di Martin McDonagh, Teatro Stabile di Genova (1999)
- Natalia di Danilo Macrì, Teatro Stabile di Genova (1999)
- Tradimenti di Harold Pinter, Teatro Stabile di Firenze (2001)
- Il gabbiano di Anton Čechov, Teatro di Roma (2001)
- Festen di Thomas Vinterberg, adattato da Edoardo Erba, Teatro Stabile di Parma
- Cara professoressa di Ljudmilla Razumovskaja, Teatro Stabile di Parma (2003)
- Ti ho sposato per allegria di Natalia Ginzburg, Teatro Stabile di Firenze (2003)
- Il dio di Roserio di Giovanni Testori, Teatro di Pistoia (2003)
- Il cortile di Spiro Scimone, Festival d'Automne di Parigi, Festival di Gibellina (2003)
- La chiusa di Conor McPherson, Teatro Stabile di Genova – premio Ubu 2006
- Qualcuno arriverà di Jon Fosse, Teatro Stabile di Genova (2007)
- Noccioline di Fausto Paravidino, Teatro Eliseo di Roma di Roma, Teatro Stabile di Parma (2007)
- E la notte canta di Jon Fosse, Teatro di Roma (2008)
- Un giorno d'estate di Jon Fosse, Teatro Eliseo di Roma (2008)
- Una specie di Alaska di Harold Pinter (2009)
- Sonno di Jon Fosse, Teatro della Tosse di Genova (2010)
- Filippo di Vittorio Alfieri, Teatro Stabile di Torino (2010)
- Romeo e Giulietta di William Shakespeare, Teatro Eliseo di Roma (2011)
- L'intervista di Natalia Ginzburg, Teatro Eliseo di Roma (2011)
- Il catalogo di Jean-Claude Carrière, Teatro Eliseo di Roma (2011)
- È stato così di Natalia Ginzburg, Teatro della Tosse di Genova (2012)
- La fondazione di Raffaello Baldini, Teatro Stabile di Bologna (2012)
- La tempesta di William Shakespeare, compagnia Popular Shakespeare Kompany, Teatro Stabile di Prato (2012)
- Il mercante di Venezia di William Shakespeare, compagnia Popular Shakespeare Kompany, Teatro Stabile di Torino (2013)
- Il visitatore di Éric-Emmanuel Schmitt (2013)
- Il bugiardo di Carlo Goldoni, compagnia Popular Shakespeare Kompany, Teatro Due di Parma (2014)
- Sarto per signora di Georges Feydeau, Teatro Stabile di Firenze (2015)
- La lezione di Eugène Ionesco, Teatro della Tosse di Genova (2015)
- John e Joe di Ágota Kristóf, compagnia Popular Shakespeare Kompany, Teatro Due di Parma (2015)
- La cucina di Arnold Wesker, Teatro Stabile di Genova (2016)
- Porcile di Pier Paolo Pasolini, Teatro Teatro Metastasio di Prato, Teatro Stabile della Toscana, Teatro Stabile del Friuli Venezia Giulia di Trieste (2017)
- Sogno d'autunno di Jon Fosse, Teatro Stabile di Torino (2017)
- Don Giovanni di Molière, Teatro Stabile di Torino (2018)
- Arlecchino servitore di due padroni di Carlo Goldoni, Teatro Stabile di Torino (2018)
- Amleto di William Shakespeare, Teatro Stabile di Torino (2019)
- Rumori fuori scena di Michael Frayn, Teatro Stabile di Torino (2019)
- Uno sguardo dal ponte di Arthur Miller, Teatro Stabile di Torino (2020) – rimandata a causa dell'epidemia di Covid 19[1][2]
- L'intervista di Natalia Ginzburg, Teatro Stabile di Torino (2020)
- Una specie di Alaska di Harold Pinter, Teatro Stabile di Torino (2020)
- Molly Sweeney di Brian Friel, Teatro Stabile di Torino (2020)
- Il piacere dell'onestà di Luigi Pirandello, Teatro Stabile di Torino (2021)
- Le sedie di Eugène Ionesco, Teatro Stabile di Torino (2021)
- Sogno di una notte di mezza estate di William Shakespeare, Teatro Stabile di Torino (2021-2022)
- Ifigenia e Oreste di Euripide, Teatro Stabile di Torino (2022)
- Dulan la sposa di Melania Mazzucco, Teatro Stabile di Torino (2022)
- Sei personaggi in cerca d'autore di Luigi Pirandello, Teatro Stabile di Torino (2023)
- La ragazza sul divano, di Jon Fosse, Teatro Stabile di Torino (2024)
- Cose che so essere vere, di Andrew Bovell, Teatro Stabile di Torino (2024)

#### Opera lirica
- Cardillac di Paul Hindemith, Teatro del Maggio Musicale Fiorentino (2018)
- Otello di Giuseppe Verdi, Teatro del Maggio Musicale Fiorentino (2020)[3]

### Attore

#### Teatro (parziale)
- Il furfantello dell'ovest di J. M. Synge, regia di Anna Laura Messeri (1987)
- La putta onorata di Carlo Goldoni, regia di Marco Sciaccaluga (1987)
- La buona moglie di Carlo Goldoni, regia di Marco Sciaccaluga (1988)
- Amleto di William Shakespeare, regia di Carlo Cecchi (1989)
- Il re cervo di Carlo Gozzi, regia di Marco Sciaccaluga (1991)
- Antigone di Sofocle, regia di Franco Branciaroli
- Re Lear di William Shakespeare, regia di Franco Branciaroli
- L’ispettore generale di Gogol', regia di Franco Branciaroli
- I due gemelli veneziani di Carlo Goldoni, regia di Gianfranco De Bosio
- Cirano di Bergerac di Edmond Rostand, regia di Marco Sciaccaluga
- La bisbetica domata di William Shakespeare, regia di Marco Sciaccaluga
- Finale di partita di Samuel Beckett, regia di Carlo Cecchi (1995)
- La serra di Harold Pinter, regia di Carlo Cecchi (1997)
- Sogno di una notte di mezza estate di William Shakespeare, regia di Carlo Cecchi (1998)
- Misura per misura di William Shakespeare, regia di Carlo Cecchi (1998)
- Amleto di William Shakespeare, regia di Carlo Cecchi (1998, premio UBU)
- Tradimenti di Harold Pinter, regia di Valerio Binasco (2001)
- Il gabbiano di Anton Cechov, regia di Valerio Binasco (2001)
- Lo straniero di Albert Camus, regia di Franco Però (2003)
- Negro contro cani di Bernard-Marie Koltès, regia di Giampiero Solari
- Edipo a Colono di Sofocle, regia di Mario Martone – 2004 premio UBU e premio Olimpici del Teatro
- Tartufo di Moliere, regia di Carlo Cecchi (2007)
- Qualcuno arriverà di Jon Fosse, regia di Valerio Binasco (2007)
- E la notte canta di Jon Fosse, regia di Valerio Binasco (2007)
- L'intervista di Natalia Ginzburg, regia di Valerio Binasco (2009)
- Sonno di Jon Fosse, regia di Valerio Binasco (2010)
- Le crociate di Gabriele Vacis, regia di Gabriele Vacis (2010)
- Filippo di Vittorio Alfieri, regia di Valerio Binasco (2010)
- La tempesta di William Shakespeare, regia di Valerio Binasco (2013)
- Rumori fuori scena di Michael Frayn, regia di Valerio Binasco (2019)
- L'intervista di Natalia Ginzburg, regia di Valerio Binasco (2020)
- Il piacere dell'onestà di Luigi Pirandello, regia di Valerio Binasco (2021)
- Sogno di una notte di mezza estate di William Shakespeare, regia di Valerio Binasco, Teatro Stabile di Torino (2021-2022)
- Ifigenia di Euripide, regia di Valerio Binasco (2022)
- Dulan la sposa di Melania Mazzucco, regia di Valerio Binasco, Teatro Stabile di Torino (2022)
- Sei personaggi in cerca d'autore di Luigi Pirandello, regia di Valerio Binasco, Teatro Stabile di Torino (2023)
- Diari d'amore di Natalia Ginzburg, regia di Nanni Moretti, Teatro Stabile di Torino (2023)
- La ragazza sul divano, di Jon Fosse, regia di Valerio Binasco, Teatro Stabile di Torino (2024)
- Solness, adattamento di Ármin Szabó-Székely, regia di Kriszta Székely, Teatro Stabile di Torino (2025)

## Riconoscimenti

### Teatro
- Premio Ubu
  - 1997/98 – Nuovo attore
  - 2003/04 – Miglior attore non protagonista per Edipo a Colono
  - 2010/11 – Miglior regia per Romeo e Giulietta

### Cinema
- David di Donatello
  - 2016 – Candidatura al miglior attore non protagonista per Alaska

- Nastro d'argento
  - 2005 – Candidatura al miglior attore protagonista per Lavorare con lentezza